# Список эпизодов телесериала «Красавцы»
«Красавцы» — американский комедийный/драматический телесериал канала HBO, созданный Дагом Эллином, который также работал в качестве исполнительного продюсера, вместе с Марком Уолбергом, Стивеном Левинсоном, Деннисом Биггсом, Робом Уайссом и Элли Музикой. Сериал, вольно основанный на собственном опыте Уолберга в кино-индустрии, следует за Винсентом Чейзом (Эдриан Гренье), родившемся в Нью-Йорке актёре, живущем в Лос-Анджелесе, который пытается подняться по карьерной лестнице в Голливуде. Ему помогает, а также часто мешает, его свита, которая состоит из его сводного брата и бедного актёра Джонни "Драмы" Чейза (Кевин Диллон), его друга детства и менеджера Эрика "Э" Мёрфи (Кевин Коннолли), его безжалостного агента Ари Голда (Джереми Пивен) и его давнего друга Черепахи (Джерри Феррара). Премьера «Красавцев» состоялась на HBO 18 июля 2004 года, а финал состоялся 11 сентября 2011 года. В целом было показано 96 эпизодов за восемь сезонов.

## Обзор
| Сезон | Сезон       | Эпизоды | Даты показа      | Даты показа       |
| Сезон | Сезон       | Эпизоды | Премьера сезона  | Финал сезона      |
| ----- | ----------- | ------- | ---------------- | ----------------- |
|       | 1           | 8       | июль 18, 2004    | сентябрь 12, 2004 |
|       | 2           | 14      | июнь 5, 2005     | сентябрь 4, 2005  |
|       | 3 (Часть 1) | 12      | июнь 11, 2006    | август 27, 2006   |
|       | 3 (Часть 2) | 8       | апрель 8, 2007   | июнь 3, 2007      |
|       | 4           | 12      | июнь 17, 2007    | сентябрь 2, 2007  |
|       | 5           | 12      | сентябрь 7, 2008 | ноябрь 23, 2008   |
|       | 6           | 12      | июль 12, 2009    | октябрь 4, 2009   |
|       | 7           | 10      | июнь 27, 2010    | сентябрь 12, 2010 |
|       | 8           | 8       | июль 24, 2011    | сентябрь 11, 2011 |

## Эпизоды

### Сезон 1 (2004)
| № | # | Название                                       | Режиссёр       | Сценарий                    | Дата премьеры    |
| - | - | ---------------------------------------------- | -------------- | --------------------------- | ---------------- |
| 1 | 1 | «Красавцы» «Entourage»                         | Дэвид Френкель | Даг Эллин                   | 18 июля 2004     |
| 2 | 2 | «Рецензия» «The Review»                        | Джулиан Фарино | Даг Эллин                   | 25 июля 2004     |
| 3 | 3 | «Шоу Киммела» «Talk Show»                      | Джулиан Фарино | Ларри Чарльз                | 1 августа 2004   |
| 4 | 4 | «Ночь свиданий» «Date Night»                   | Дэн Аттиас     | Даг Эллин и Роб Уайсс       | 8 августа 2004   |
| 5 | 5 | «Шерпа и сценарий» «The Script and the Sherpa» | Адам Бернштейн | Даг Эллин и Стивен Левинсон | 15 августа 2004  |
| 6 | 6 | «Бьюзи и пляж» «Busey and the Beach»           | Джулиан Фарино | Даг Эллин и Ларри Чарльз    | 22 августа 2004  |
| 7 | 7 | «Сцена» «The Scene»                            | Дэвид Френкель | Роб Уайсс                   | 29 августа 2004  |
| 8 | 8 | «Нью-Йорк» «New York»                          | Джулиан Фарино | Даг Эллин и Ларри Чарльз    | 12 сентября 2004 |

### Сезон 2 (2005)
| №  | #  | Название                                           | Режиссёр       | Сценарий                    | Дата премьеры   |
| -- | -- | -------------------------------------------------- | -------------- | --------------------------- | --------------- |
| 9  | 1  | «Парни снова в городе» «The Boys Are Back in Town» | Джулиан Фарино | Даг Эллин                   | 5 июня 2005     |
| 10 | 2  | «Моя Мазерати жмёт 185» «My Maserati Does 185»     | Дэвид Наттер   | Даг Эллин и Клифф Дорфман   | 12 июня 2005    |
| 11 | 3  | «Особняк Аквамена» «Aquamansion»                   | Джулиан Фарино | Роб Уайсс                   | 19 июня 2005    |
| 12 | 4  | «Отозванное предложение» «An Offer Refused»        | Лесли Либман   | Даг Эллин и Крис Хенчи      | 26 июня 2005    |
| 13 | 5  | «Соседки» «Neighbors»                              | Дэн Аттиас     | Даг Эллин и Крис Хенчи      | 3 июля 2005     |
| 14 | 6  | «Китайский квартал» «Chinatown»                    | Джулиан Фарино | Брайан Бёрнс и Ларри Чарльз | 10 июля 2005    |
| 15 | 7  | «Дети Сандэнса» «The Sundance Kids»                | Джулиан Фарино | Роб Уайсс и Стивен Левинсон | 17 июля 2005    |
| 16 | 8  | «О, Мэнди» «Oh, Mandy»                             | Дэн Аттиас     | Даг Эллин                   | 24 июля 2005    |
| 17 | 9  | «Я тоже тебя люблю» «I Love You Too»               | Джулиан Фарино | Даг Эллин                   | 31 июля 2005    |
| 18 | 10 | «Бат Мицва» «The Bat Mitzvah»                      | Джулиан Фарино | Даг Эллин и Роб Уайсс       | 7 августа 2005  |
| 19 | 11 | «Объятия Голубой Лагуны» «Blue Balls Lagoon»       | Дэн Аттиас     | Брайан Бёрнс                | 14 августа 2005 |
| 20 | 12 | «Привет, Сайгон» «Good Morning, Saigon»            | Дэн Аттиас     | Стивен Левинсон и Роб Уайсс | 21 августа 2005 |
| 21 | 13 | «Бегство» «Exodus»                                 | Джулиан Фарино | Даг Эллин                   | 28 августа 2005 |
| 22 | 14 | «Бездна» «The Abyss»                               | Джулиан Фарино | Даг Эллин и Роб Уайсс       | 4 сентября 2005 |

### Сезон 3 (2006—2007)
| №       | #  | Название                                          | Режиссёр       | Сценарий                              | Дата премьеры   |
| Часть 1 |    |                                                   |                |                                       |                 |
| ------- | -- | ------------------------------------------------- | -------------- | ------------------------------------- | --------------- |
| 23      | 1  | «Аква-мама» «Aquamom»                             | Джулиан Фарино | Даг Эллин                             | 11 июня 2006    |
| 24      | 2  | «Один день в долине» «One Day in the Valley»      | Джулиан Фарино | Марк Абрамс и Майкл Бенсон            | 18 июня 2006    |
| 25      | 3  | «В подчинении у дома» «Dominated»                 | Джулиан Фарино | Роб Уайсс                             | 25 июня 2006    |
| 26      | 4  | «Парни и куколка» «Guys and Doll»                 | Крэйг Зиск     | Даг Эллин и Роб Уайсс                 | 2 июля 2006     |
| 27      | 5  | «Крутой вираж» «Crash and Burn»                   | Пэтти Дженкинс | Брайан Бёрнс                          | 9 июля 2006     |
| 28      | 6  | «Втроём» «Three's Company»                        | Кен Уиттингем  | Лиза Олден                            | 16 июля 2006    |
| 29      | 7  | «Странные дни» «Strange Days»                     | Марк Майлод    | Марк Абрамс и Майкл Бенсон            | 23 июля 2006    |
| 30      | 8  | «Пресс-релиз» «The Release»                       | Пэтти Дженкинс | Даг Эллин и Брайан Бёрнс              | 30 июля 2006    |
| 31      | 9  | «Вегас, детка, Вегас!» «Vegas Baby, Vegas!»       | Джулиан Фарино | Даг Эллин                             | 6 августа 2006  |
| 32      | 10 | «Хочу, чтобы меня угомонили» «I Wanna Be Sedated» | Джулиан Фарино | Даг Эллин и Лиза Олден                | 13 августа 2006 |
| 33      | 11 | «А как же Боб?» «What About Bob?»                 | Кен Уиттингем  | Брайан Бёрнс                          | 20 августа 2006 |
| 34      | 12 | «Ари, прости» «Sorry, Ari»                        | Джулиан Фарино | Даг Эллин и Роб Уайсс                 | 27 августа 2006 |
| Часть 2 |    |                                                   |                |                                       |                 |
| 35      | 13 | «Чуть меньше тридцати» «Less Than 30»             | Джулиан Фарино | Даг Эллин                             | 8 апреля 2007   |
| 36      | 14 | «Знойный собачий полдень» «Dog Day Afternoon»     | Марк Майлод    | Даг Эллин и Роб Уайсс                 | 15 апреля 2007  |
| 37      | 15 | «Сумасшедший понедельник» «Manic Monday»          | Джулиан Фарино | Даг Эллин, Марк Абрамс и Майкл Бенсон | 22 апреля 2007  |
| 38      | 16 | «Попался» «Gotcha!»                               | Дэн Аттиас     | Даг Эллин и Роб Уайсс                 | 29 апреля 2007  |
| 39      | 17 | «Как вернуть короля» «Return of the King»         | Дэн Аттиас     | Брайан Бёрнс                          | 6 мая 2007      |
| 40      | 18 | «Возрождение» «The Resurrection»                  | Дэвид Наттер   | Даг Эллин и Элли Музика               | 13 мая 2007     |
| 41      | 19 | «Невеста принца» «The Prince's Bride»             | Дэвид Наттер   | Роб Уайсс                             | 20 мая 2007     |
| 42      | 20 | «Прощайте, друзья» «Adios Amigos»                 | Марк Майлод    | Даг Эллин                             | 3 июня 2007     |

### Сезон 4 (2007)
| №  | #  | Название                                             | Режиссёр       | Сценарий                | Дата премьеры   |
| -- | -- | ---------------------------------------------------- | -------------- | ----------------------- | --------------- |
| 43 | 1  | «Добро пожаловать в Джунгли» «Welcome to the Jungle» | Марк Майлод    | Даг Эллин               | 17 июня 2007    |
| 44 | 2  | «Первый блин комом» «The First Cut Is the Deepest»   | Марк Майлод    | Даг Эллин               | 24 июня 2007    |
| 45 | 3  | «Почти как в Малибу» «Malibooty»                     | Кен Уиттингем  | Роб Уайсс               | 1 июля 2007     |
| 46 | 4  | «Извини, Харви» «Sorry, Harvey»                      | Кен Уиттингем  | Даг Эллин               | 8 июля 2007     |
| 47 | 5  | «Классная команда» «The Dream Team»                  | Сет Манн       | Брайан Бёрнс            | 15 июля 2007    |
| 48 | 6  | «Мелодрама двух голубков» «The Weho Ho»              | Марк Майлод    | Даг Эллин               | 22 июля 2007    |
| 49 | 7  | «Перипихон на один день» «The Day Fuckers»           | Марк Майлод    | Роб Уайсс               | 29 июля 2007    |
| 50 | 8  | «Стол Гэри» «Gary's Desk»                            | Джулиан Фарино | Элли Музика             | 5 августа 2007  |
| 51 | 9  | «Молодые и под кайфом» «The Young and the Stoned»    | Марк Майлод    | Дасти Кэй               | 12 августа 2007 |
| 52 | 10 | «Запудривание мозгов» «Snow Job»                     | Кен Уиттингем  | Даг Эллин и Элли Музика | 19 августа 2007 |
| 53 | 11 | «Не будет никаких Канн» «No Cannes Do»               | Дэн Аттиас     | Даг Эллин и Роб Уайсс   | 26 августа 2007 |
| 54 | 12 | «Дети Канн» «The Cannes Kids»                        | Марк Майлод    | Даг Эллин               | 2 сентября 2007 |

### Сезон 5 (2008)
| №  | #  | Название                                                | Режиссёр       | Сценарий                | Дата премьеры    |
| -- | -- | ------------------------------------------------------- | -------------- | ----------------------- | ---------------- |
| 55 | 1  | «Остров фантазий» «Fantasy Island»                      | Марк Майлод    | Даг Эллин               | 7 сентября 2008  |
| 56 | 2  | «Не как девственница» «Unlike a Virgin»                 | Марк Майлод    | Даг Эллин               | 14 сентября 2008 |
| 57 | 3  | «Полностью рассорились» «The All Out Fall Out»          | Марк Майлод    | Роб Уайсс               | 21 сентября 2008 |
| 58 | 4  | «Горячая распродажа» «Fire Sale»                        | Сет Манн       | Даг Эллин               | 28 сентября 2008 |
| 59 | 5  | «Галлюциногенное дерево» «Tree Trippers»                | Джулиан Фарино | Элли Музика             | 5 октября 2008   |
| 60 | 6  | «ReDOMption» «ReDOMption»                               | Сет Манн       | Даг Эллин               | 12 октября 2008  |
| 61 | 7  | «Gotta Look Up to Get Down» «Gotta Look Up to Get Down» | Марк Майлод    | Элли Музика и Роб Уайсс | 19 октября 2008  |
| 62 | 8  | «Первоклассный подонок» «First Class Jerk»              | Кен Уиттингем  | Даг Эллин и Роб Уайсс   | 26 октября 2008  |
| 63 | 9  | «Пирог» «Pie»                                           | Марк Майлод    | Даг Эллин               | 2 ноября 2008    |
| 64 | 10 | «День Сета Грина» «Seth Green Day»                      | Кен Уиттингем  | Элли Музика             | 9 ноября 2008    |
| 65 | 11 | «Игра с огнём» «Play'n with Fire»                       | Марк Майлод    | Даг Эллин и Роб Уайсс   | 16 ноября 2008   |
| 66 | 12 | «Возвращение на бульвар Квинс» «Return to Queens Blvd.» | Марк Майлод    | Даг Эллин и Элли Музика | 23 ноября 2008   |

### Сезон 6 (2009)
| №  | #  | Название                                                                  | Режиссёр       | Сценарий                | Дата премьеры    |
| -- | -- | ------------------------------------------------------------------------- | -------------- | ----------------------- | ---------------- |
| 67 | 1  | «Водила» «Drive»                                                          | Марк Майлод    | Даг Эллин               | 12 июля 2009     |
| 68 | 2  | «Среди друзей» «Amongst Friends»                                          | Марк Майлод    | Элли Музика             | 19 июля 2009     |
| 69 | 3  | «Одна машина, две, красная и синяя» «One Car, Two Car, Red Car, Blue Car» | Марк Майлод    | Даг Эллин               | 26 июля 2009     |
| 70 | 4  | «Накатило» «Runnin' on E»                                                 | Кен Уиттингем  | Даг Эллин и Элли Музика | 2 августа 2009   |
| 71 | 5  | «План» «Fore!»                                                            | Марк Майлод    | Даг Эллин               | 9 августа 2009   |
| 72 | 6  | «Ложь Мёрфи» «Murphy's Lie»                                               | Джулиан Фарино | Элли Музика             | 16 августа 2009  |
| 73 | 7  | «Конец драмы» «No More Drama»                                             | Даг Эллин      | Даг Эллин               | 23 августа 2009  |
| 74 | 8  | «Ради Соркина» «The Sorkin Notes»                                         | Марк Майлод    | Даг Эллин и Элли Музика | 30 августа 2009  |
| 75 | 9  | «Брешь в охране» «Security Briefs»                                        | Кен Уиттингем  | Элли Музика             | 13 сентября 2009 |
| 76 | 10 | «Погребённый заживо» «Berried Alive»                                      | Дэвид Наттер   | Даг Эллин               | 20 сентября 2009 |
| 77 | 11 | «Страшно прям» «Scared Straight»                                          | Марк Майлод    | Даг Эллин               | 27 сентября 2009 |
| 78 | 12 | «Дай немного» «Give a Little Bit»                                         | Марк Майлод    | Даг Эллин и Элли Музика | 4 октября 2009   |

### Сезон 7 (2010)
| №  | #  | Название                                                                                    | Режиссёр                | Сценарий                | Дата премьеры    | Зрители США (миллионы) |
| -- | -- | ------------------------------------------------------------------------------------------- | ----------------------- | ----------------------- | ---------------- | ---------------------- |
| 79 | 1  | «Трюкач» «Stunted»                                                                          | Даг Эллин               | Даг Эллин               | 27 июня 2010     | 2.48                   |
| 80 | 2  | «Buzzed» «Buzzed»                                                                           | Такер Гейтс             | Элли Музика             | 11 июля 2010     | 2.55                   |
| 81 | 3  | «Драмеди» «Dramedy»                                                                         | Кен Уиттингем Даг Эллин | Даг Эллин               | 18 июля 2010     | 2.56                   |
| 82 | 4  | «Текила Санрайз» «Tequila Sunrise»                                                          | Адам Дэвидсон           | Даг Эллин               | 25 июля 2010     | 2.58                   |
| 83 | 5  | «Bottoms Up» «Bottoms Up»                                                                   | Дэн Аттиас              | Элли Музика             | 1 августа 2010   | 2.85                   |
| 84 | 6  | «Причёска» «Hair»                                                                           | Даг Эллин               | Даг Эллин               | 8 августа 2010   | 2.56                   |
| 85 | 7  | «Текила и кокс» «Tequila and Coke»                                                          | Дэвид Наттер            | Даг Эллин и Элли Музика | 15 августа 2010  | 2.72                   |
| 86 | 8  | «Sniff Sniff Gang Bang» «Sniff Sniff Gang Bang»                                             | Дэвид Наттер            | Даг Эллин и Элли Музика | 22 августа 2010  | 2.65                   |
| 87 | 9  | «Порнографические сцены из итальянского ресторана» «Porn Scenes from an Italian Restaurant» | Кевин Коннолли          | Элли Музика             | 29 августа 2010  | 2.86                   |
| 88 | 10 | «Потерять себя» «Lose Yourself»                                                             | Дэвид Наттер            | Даг Эллин               | 12 сентября 2010 | 2.72                   |

### Сезон 8 (2011)
| №  | # | Название                              | Режиссёр       | Сценарий                           | Дата премьеры    | Зрители США (миллионы) |
| -- | - | ------------------------------------- | -------------- | ---------------------------------- | ---------------- | ---------------------- |
| 89 | 1 | «Дом, милый дом» «Home Sweet Home»    | Даг Эллин      | Даг Эллин                          | 24 июля 2011     | 2.49                   |
| 90 | 2 | «Out with a Band» «Out with a Band»   | Даг Эллин      | Элли Музика                        | 31 июля 2011     | 2.14                   |
| 91 | 3 | «Один последний кадр» «One Last Shot» | Дэн Аттиас     | Уэсли Никерсон III и Кенни Нейбарт | 7 августа 2011   | 2.36                   |
| 92 | 4 | «Whiz Kid» «Whiz Kid»                 | Роджер Камбл   | Даг Эллин и Джерри Феррара         | 14 августа 2011  | 2.46                   |
| 93 | 5 | «Motherfucker» «Motherfucker»         | Дэвид Наттер   | Элли Музика                        | 21 августа 2011  | 2.53                   |
| 94 | 6 | «Большой взрыв» «The Big Bang»        | Дэвид Наттер   | Даг Эллин и Джерри Феррара         | 28 августа 2011  | 2.16                   |
| 95 | 7 | «Предпоследний» «Second to Last»      | Кевин Коннолли | Элли Музика                        | 4 сентября 2011  | 1.72                   |
| 96 | 8 | «Конец» «The End»                     | Дэвид Наттер   | Даг Эллин                          | 11 сентября 2011 | 2.61                   |